# York Höller
York Höller (auch in der Schreibweise York Hoeller; * 11. Januar 1944 in Leverkusen als Hans Georg Höller) ist ein deutscher Komponist und Professor für Komposition an der Hochschule für Musik und Tanz Köln.

## Leben
Zwischen 1963 und 1970 studierte Höller an der Musikhochschule Köln bei Bernd Alois Zimmermann und Herbert Eimert Komposition sowie Klavier (u. a. bei Else Schmitz-Gohr und Alfons Kontarsky), Schulmusik und Orchesterleitung. Parallel dazu belegte er Vorlesungen in Musikwissenschaft und Philosophie an der Universität Köln. Prägende musikalische Erkenntnisse gewann er 1965 bei den Darmstädter Ferienkursen für Neue Musik durch die Vorträge von Pierre Boulez. Im gleichen Jahr erlebte er die Uraufführung der Oper „Die Soldaten“ von Bernd Alois Zimmermann, die einen nachhaltigen Eindruck bei ihm und deutliche Spuren in seinem ersten großen Orchesterwerk „Topic“ hinterließ. 1967 legte Höller das Staatsexamen im Fach Schulmusik ab. Danach war er ein Jahr lang als Solorepetitor am von Hans Zender geleiteten Stadttheater Bonn tätig.
Von 1969 bis 1972 war er Mitglied der Komponistenvereinigung Gruppe 8 Köln. 1971 folgte er einer Einladung Karlheinz Stockhausens, eine elektronische Komposition im Studio für elektronische Musik des WDR zu realisieren. In diesem Kontext lernte Höller auch die elektronischen Werke Stockhausens gründlich kennen, was gewisse Einflüsse auf seine weiteren kompositorischen Projekte ausübte.
Mit seinen Werken erlangte er schnell internationale Bekanntheit. Ab Mitte der 1970er Jahre arbeitete Höller auf Einladung von Pierre Boulez auch am Pariser Forschungsinstitut IRCAM, anlässlich dessen offizieller Eröffnung im Oktober 1978 sein instrumental/elektronisches Ensemblewerk „Arcus“ uraufgeführt wurde. Dieses und weitere instrumentale und elektronische Klänge verbindende Werke prägten in den nachfolgenden Jahren Höllers Stil und wurden an vielen Spielstätten in Europa und den USA aufgeführt. Internationale Spitzenorchester und -ensembles (u. a. in Amsterdam, Berlin, Bordeaux, Chicago, den Haag, Florenz, Hamburg, Helsinki, Kopenhagen, Lissabon, London, Los Angeles, Montreal, München, New York, Oslo, Paris, Prag, Rom, Saratow, Seoul, Stockholm, St. Petersburg, Venedig, Warschau und Wien) sowie renommierte Dirigenten wie Daniel Barenboim, Pierre Boulez, Semyon Bychkov, Peter Eötvös, Michael Gielen, Ingo Metzmacher, Francois Xavier Roth, Markus Stenz, Lothar Zagrosek und Hans Zender nahmen sich seiner Musik an.
Besonderes Aufsehen erregte 1989 die Uraufführung seiner Oper Der Meister und Margarita nach dem gleichnamigen Roman von Michail Bulgakow an der Pariser Oper. Auch die nachfolgenden Produktionen in Köln und Hamburg präsentierten erneut sein Opus maximum, das laut „Opernwelt“ zu einem „Meisterwerk der Moderne herangereift“ sei, und für das er den renommierten Rolf-Liebermann-Preis der Hamburger Körber-Stiftung erhielt.
Zwischen 1976 und 1990 lehrte Höller als Dozent für Analyse und Musiktheorie an der Musikhochschule Köln. Danach war er von 1990 bis 1999 künstlerischer Leiter des Studios für elektronische Musik am WDR. Auf seine Initiative hin wurde das Studio weitgehend digitalisiert und eine Reihe namhafter Komponisten aus dem In- und Ausland zur Arbeit in das Studio eingeladen (dessen Betrieb allerdings räumungsbedingt im Jahr 2001 eingestellt wurde).
1993 folgte er einem Ruf der Hochschule für Musik „Hanns Eisler“ Berlin als Professor für Komposition. Als Nachfolger Hans Werner Henzes wechselte er 1995 in gleicher Funktion an die Musikhochschule Köln., wo er im Jahre 2009 emeritiert wurde. Außerdem hielt Höller an einigen europäischen und amerikanischen Hochschulen Gastvorträge und Kompositionskurse. Dies ist ihm heutzutage allerdings nicht mehr möglich, da seine Mobilität – bedingt durch ein seit vielen Jahren existierendes Augenleiden, das schließlich die Erblindung zur Folge hatte – stark eingeschränkt ist.
Seit 1991 ist York Höller Mitglied der Akademie der Künste in Berlin und seit 2006 Mitglied der Freien Akademie der Künste Hamburg.

## Stilistische Merkmale
Höllers Kompositionsstil hat sich seit seinen als „Opus eins“ titulierten „Fünf Stücken für Klavier“ aus dem Jahr 1964 kontinuierlich entwickelt und gewandelt. Die ersten „Fünf Stücke für Klavier“ stehen in der Tradition von und Auseinandersetzung mit Schönberg und Webern. Eine einzige Zwölftonreihe liegt allen fünf Stücken zugrunde. Sein erstes Orchesterwerk Topic aus dem Jahr 1967 weist noch starke Einflüsse seines Lehrers Bernd Alois Zimmermann auf, zeigt aber eine virtuose Handschrift in der Beherrschung des großen Orchesterapparates.
Aber bereits mit seiner „Sonate für Klavier“ (Sonate informelle) aus dem Jahr 1968 entwickelte Höller einen eigenen Personalstil. Nach der Lektüre von Theodor W. Adornos Essay vers une musique informelle wandte sich Höller mit diesem Werk von der seriellen Musik ab und der freien Atonalität zu. Mit Tangens (1973) schrieb Höller ein richtungsweisendes Werk zur Verwendung von „Live-Elektronik“. Er kombinierte den natürlichen Klang von Instrumenten (Klavier, Violoncello) mit den elektronischen Klängen zweier analoger Synthesizer.
Bei seinem Studienaufenthalt 1974/75 in Paris fand Höller Anregung zu einer eigenen Kompositionstheorie. Initiiert durch das Anhören Gregorianischer Gesänge bei einem Besuch der Kathedrale Notre Dame entwickelte er die Idee der „Klanggestalt“. Wie in einem „genetischen Code“ ist in Höllers Klanggestalt mitunter bereits die gesamte Disposition eines Werkes enthalten. „Die 12 Halbtöne der Oktave sind nur noch als Ausgangspunkte für die Bildung komplexer Gestalten zu betrachten. Diese wiederum sollten nicht als starre, geschlossene und unveränderliche, sondern als flexible, offene und transformierbare Gebilde verstanden werden. Um solche handelt es sich bei meinen ‚Klanggestalten‘“.
In der Folge sind zahlreiche Werke Höllers nach der Idee der Klanggestalt entstanden. Typisch für diese lange Schaffensperiode ist das Werk Mythos für 13 Instrumente, Schlagzeug und elektronische Klänge (4-Kanal-Tonband). Der Titel bezieht sich nicht auf irgendeine Begebenheit aus dem weiten Feld der überlieferten Mythologien, sondern ist durchaus im ursprünglichen Sinn als „Rede“ oder „Erzählung“ zu verstehen. Die Musik selbst, so der Komponist, soll durchweg als absolute Musik gehört werden. Das 4-Kanal-Tonband ist ein mitkomponierter, integraler Teil des Ganzen. Der Klang der Instrumente wird durch die elektronischen Klänge ins sagenhaft Mythische überhöht.
Höller hat fünf Kriterien für sein Schaffen aufgestellt: Echtheit, Unverwechselbarkeit, Klischeefreiheit, Prägnanz und Schlüssigkeit. In den letzten Jahren wendet sich der Komponist, bedingt auch durch den fast vollständigen Verlust seiner Sehkraft, wieder der rein instrumentalen Komposition zu.

## Auszeichnungen
York Höller erhielt zahlreiche Auszeichnungen, u. a.
- 1979: Bernd-Alois-Zimmermann-Stipendium der Stadt Köln,
- 1979: Förderpreis des Landes Nordrhein-Westfalen
- 1984 Stipendium der Deutschen Akademie Villa Massimo[2]
- den Preis des Internationalen Komponistenforums der UNESCO und
- den Rolf Liebermann-Preis für Opernkomponisten.
- den Grawemeyer Award for Music Composition 2010 für das Orchesterwerk Sphären[3]
- 2011: Deutscher Musikautorenpreis für den Bereich Komposition Instrumentalmusik

Der französische Kulturminister ernannte ihn 1986 zum Chevalier dans l’Ordre des Arts et des Lettres.

## Werkauszug

### Kompositionen
| 1964                          | Fünf Stücke für Klavier                         | – |
| 1965 (rev. 1974)              | Diaphonie (Hommage à Béla Bartók)               | für zwei Klaviere |
| 1966                          | Drei Fragmente                                  | für Streichquartett |
| 1966                          | Herbsttag                                       | nach Rainer Maria Rilke für Sopran, Flöte, Harfe, Cembalo, Celesta und Streichquartett                                                          |
| 1967 (rev. 1970)              | Topic                                           | für großes Orchester |
| 1968                          | 1. Sonate für Klavier                           | (Sonate informelle) |
| 1968/69                       | Sonate für Violoncello solo                     | – |
| 1969                          | Epitaph für Jan Palach                          | für Violine und Klavier |
| 1970/1984                     | 1. Konzert                                      | für Klavier und Orchester |
| 1971/72                       | Horizont                                        | quadrophone elektronische Musik (4-Kanal-Tonband)                                                                                               |
| 1972/74                       | Chroma                                          | für großes Orchester und analoge Live-Elektronik                                                                                                |
| 1973                          | Tangens                                         | für Violoncello, elektrische Gitarre, elektronische Orgel/Klavier und zwei Analog-Synthesizer                                                   |
| 1975/76                       | Klanggitter                                     | für Violoncello, Klavier, Synthesizer und Tonband                                                                                               |
| 1977                          | Antiphon (1. Streichquartett)                   | für Streichquartett und quadrophones Tonband (4-Kanal-Tonband)                                                                                  |
| 1978                          | Arcus                                           | für 17 Instrumente, Schlagzeug und quadrophones Tonband                                                                                         |
| 1979/80 (rev. 1989/1995/2003) | Mythos                                          | Klanggedicht für 13 Instrumente, Schlagzeug und quadrophones Tonband                                                                            |
| 1979                          | Moments Musicaux                                | für Flöte und Klavier |
| 1979/80 (rev. 1983)           | Umbra                                           | für großes Orchester und quadrophones Tonband                                                                                                   |
| 1981                          | Résonance                                       | für kleines Orchester und Computerklänge (quadrophones Tonband)                                                                                 |
| 1982                          | Bartokiana                                      | 6 kleine Klavierstücke für junge Spieler |
| 1982                          | Pas de trois                                    | für Viola, Violoncello und Kontrabass |
| 1982                          | Schwarze Halbinseln                             | für großes Orchester, vokale und elektronische Klänge (auf quadrophonem Tonband)                                                                |
| 1983                          | Traumspiel                                      | Klanggedicht für Sopran, großes Orchester und elektronische Klänge auf 8-Kanal-Tonband, nach dem gleichnamigen Schauspiel von August Strindberg |
| 1983/84                       | 1. Klavierkonzert in zwei Sätzen                | für Klavier und Orchester |
| 1984                          | Improvisation sur le nom de Pierre Boulez       | für 15 Instrumente |
| 1984                          | Magische Klanggestalt                           | für großes Orchester |
| 1984–89                       | Der Meister und Margarita                       | Oper in zwei Akten nach dem gleichnamigen Roman von Michail Bulgakow                                                                            |
| 1986                          | 2. Sonate für Klavier (Hommage à Franz Liszt)   | in zwei Sätzen |
| 1989 (rev. 1997)              | Fanal                                           | für Trompete und kleines Orchester |
| 1990–92                       | Pensées                                         | 2. Konzert für Klavier, großes Orchester, digitale Live-Elektronik und Tonband                                                                  |
| 1991                          | Margaritas Traum                                | konzertante Szenenfolge aus der Oper „Der Meister und Margarita“ nach Michail Bulgakow für Sopran, großes Orchester und quadrophones Tonband    |
| 1991–93                       | Aura                                            | für großes Orchester |
| 1993                          | Pas de deux                                     | für Violoncello und Klavier |
| 1994/95                       | Tagträume                                       | sieben Klanggedichte für Violine, Violoncello und Klavier                                                                                       |
| 1995–2003                     | Monogramme                                      | 14 Charakterstücke für Klavier |
| 1996                          | Partita                                         | für zwei Klaviere |
| 1996                          | Double                                          | für großes Orchester und zwei MIDI-Harfen |
| 1996                          | Gegenklänge                                     | für 18 Instrumente |
| 1996 (rev. 2015)              | Widerspiel                                      | Konzert für zwei Klaviere und Orchester |
| 1997                          | 2. Streichquartett                              | – |
| 1998/99                       | Aufbruch                                        | für großes Orchester |
| 1999–2000                     | Der ewige Tag                                   | für gemischten Chor, großes Orchester und Live-Elektronik                                                                                       |
| 2000/01                       | Ex Tempore                                      | für neun Instrumente |
| 2001                          | Trias                                           | für Altsaxophon, Klavier und Schlagzeug |
| 2001–2006                     | Sphären                                         | sechs Klangbilder für großes Orchester und Live-Elektronik                                                                                      |
| 2002/03                       | Klangzeichen                                    | für Bläserquintett und Klavier |
| 2003                          | Widmung zum 60. Geburtstag von Daniel Barenboim | für Violine und Klavier (unveröffentlicht) |
| 2004                          | Scan                                            | für Flöte solo |
| 2005                          | Feuerwerk                                       | für 16 Instrumente |
| 2006                          | Fluchtpunkte                                    | für fünf Instrumente |
| 2007/08                       | Zwiegestalt                                     | für Klavier und Streichquartett |
| 2009/10                       | Mouvements                                      | für Violoncello und Klavier |
| 2010                          | 3. Sonate                                       | für Klavier |
| 2010                          | Solo Play / Duo Pla                             | ein Stück für Klavier zu zwei oder zu vier Händen                                                                                               |
| 2011                          | Doppelspiel                                     | 5 Stücke für Klavier zu 4 Händen |
| 2011                          | Aufschwung con tenuto                           | für Klarinette, Viola und Klavier |
| 2011/12                       | Konzert für Violoncello und Orchester           | – |
| 2012                          | Für Tamara                                      | für Klavier |
| 2012                          | Crossing                                        | für Ensemble und Live-Elektronik |
| 2013                          | Voyage                                          | für großes Orchester und Live-Elektronik |
| 2013                          | Mikroludien                                     | 5 Klavierstücke für junge Spieler |
| 2014/15                       | Ausklang und Nachtecho                          | für kleines Orchester |
| 2015                          | Weit entfernt und doch so nah                   | Hommage an Ludwig van Beethoven für Klavier |
| 2016/17                       | Konzert                                         | für Viola und Orchester |
| 2018                          | Kondukt                                         | zum Andenken an Bernd Alois Zimmermann, für 8 Instrumente                                                                                       |
| 2018/19                       | Assonanzen-Quintett                             | für Bassettklarinette und Streichquartett |
| 2018/19                       | Beethoven-Paraphrase                            | für kleines Orchester |
| 2019                          | 3. Streichquartett                              | - |
| 2020                          | Entree                                          | für 11 Blechbläser |
| 2020/21                       | Doppelkonzert                                   | für Violoncello, Klavier und kleines Orchester                                                                                                  |

### Schriften
- Gestaltkomposition oder Die Konstruktion des Organischen. In: Neuland II, 1981/82, S. 140–143.
- Fortschritt oder Sackgasse? Kritische Betrachtungen zum frühen Serialismus. Saarbrücken 1994.
- Reinhold Dusella (Hrsg.): Klanggestalt – Zeitgestalt. Texte und Kommentare 1964–2003. Boosey und Hawkes (Texte), Bote und Bock (Noten), Berlin 2004, ISBN 3-7931-1697-2 und ISMN M-2025-2231-8